# Pustkowie (województwo pomorskie)
Pustkowie (Pustki) (kaszb. Pùstczi Nad Jezorem, niem. Abbau Kiedrau am See) – dawna nazwa osady, obecnie nieużywana nazwa części osady Boryń w Polsce na obszarze Kaszub zwanym Zabory, położona w województwie pomorskim, w powiecie chojnickim, w gminie Konarzyny nad południowym brzegiem jeziora Duży Boryń.

## Historia
W 1905 wybudowanie zamieszkałe przez 7 mieszkańców, należące do obwodu (amtsbezirk) w Lipnicy, powiat człuchowski. W 1920 nowo wytyczona granica polsko-niemiecka znalazła się na zachód od miejscowości, w związku z czym tę część powiatu człuchowskiego włączono do powiatu chojnickiego.
W latach 1975–1998 miejscowość administracyjnie należała do województwa słupskiego.